# 佐々木一夫
佐々木 一夫（ささき かずお、1950年9月28日 - 2008年9月28日）は、ホッカイドウ競馬の元調教師（元騎手）。勝負服の柄は黄・胴赤一本輪、袖緑・黄一本輪。北海道函館市出身、身長158センチ、体重52キロ、血液型B型。函館工業高等専門学校卒業。

## 略歴
1969年4月29日函館競馬ツワイメリーでレース初騎乗。同年5月9日、函館競馬場でアツカシに騎乗し、初勝利。以来、1994年に引退するまでホッカイドウ競馬で数々の名馬に騎乗し、通算9510戦1539勝を記録。重賞も通算86勝を挙げた。
1995年3月31日に調教師免許を取得し、1996年に厩舎を開業。同年4月17日に調教師として管理馬を初出走。同年5月15日には調教師として初勝利。
晩年の2007年頃より肝硬変などで体調を崩して入退院を繰り返し、管理頭数が減少。調教師免許更新後の2008年は管理馬は1頭もいなかった。自身の58歳の誕生日である同年9月28日に行方不明になり、翌日朝に門別競馬場裏の放牧地で手首を切って死亡しているのが発見された。病気を苦にしての自殺とみられる。

## 通算成績

### 騎手成績
- 9510戦1539勝（うち重賞86勝）[2]

#### 主な騎乗馬
- ホクメイ（1979年道営記念優勝など）[2]
- コトノアサブキ（1980年道営記念優勝など）[2]
- トヨクラダイオー（1981年北斗盃・北海優駿・王冠賞優勝など。道営競馬初の三冠馬）
- ホロトウルフ（1987年北海優駿優勝など）[2]
- ドクタースパート（1988年北海道3歳優駿優勝など）[2]
- ホロトマイケル（1990年赤レンガ記念優勝など）[2]

### 調教師成績
- 地方競馬：2512戦242勝（うち重賞3勝）[2][3]
- 中央競馬：12戦1勝[3]

#### 主な管理馬
- ベルモントミサンガ（2007年ノースクイーンカップ優勝）[2]